# رانکو دسپوتوویچ
رانکو دسپوتوویچ (سیریلیک صربی: Ранко Деспотовић؛ زادهٔ ۲۱ ژانویهٔ ۱۹۸۳) بازیکن سابق فوتبال اهل صربستان است.
از باشگاه‌هایی که در آن بازی کرده‌است می‌توان به باشگاه فوتبال راپید بخارست، باشگاه فوتبال رئال مورسیا، باشگاه فوتبال وویوودینا، باشگاه فوتبال اوراوا رد دیاموندز، باشگاه فوتبال ژیرونا، باشگاه فوتبال سیدنی، باشگاه فوتبال دپورتیوو آلاوز، باشگاه فوتبال کادیس اشاره کرد.